# ملاکلایه
ملاکلایه یکی از روستاهای بخش رودبار الموت شرقی در رشته کوه البرز در شمال شهرستان قزوین به‌شمار می‌رود. رودبار شهرستان و رودبار الموت، منطقه کوهستانی و تاریخی معروف رودبار الموت (قزوین) را تشکیل می‌دهند که طی سال‌های گذشته به دو بخش تقسیم شدند.
روستای ملاکلایه در ۱۰ کیلومتری معلم کلایه قرار دارد و آب و هوای آن گرم و خشک است. از غرب به روستای صائین کلایه، از شمال غربی به روستای خشکچال و از جنوب شرقی به معلم کلایه و از شرق به کندانسر منتهی می‌شود.
رودخانه اندج رود در جنوب این روستا قرار دارد.
ملاکلایه ۲۱ خانوار دارد که تعداد زیادی از آن‌ها به قزوین مهاجرت کرده‌اند و اغلب در فصلهای کاشت، داشت و برداشت برنج و همچنین برداشت گیلاس در ماه خرداد به ملاکلایه بازمی‌گردند.
آب آشامیدنی و کشاورزی مردم ملاکلایه از چشمه و از طریق لوله‌کشی تأمین می‌شود.
بخش عمده محصولات کشاورزی این روستا را برنج تشکیل می‌دهد، همچنین بخش عمده محصولات باغی این روستا در حال حاضر گیلاس است. در قدیم مقدقابلبتوجهی هی گردو، انگور، قیصی و … در این روستا تولید می‌شده.
- مسیردسترسی به روستای ملاکلایه: قزوین> رجایی دشت> دیکین> معلم کلایه> شهرک> صائین کلایه> ملاکلایه